# Juan José Gerardi Conedera
Pour les articles homonymes, voir Gerardi.
Juan José Gerardi Conedera, né le 27 décembre 1922 à Guatemala city (Guatemala) et mort (assassiné) le 26 avril 1998  dans la même ville, est un évêque guatémaltèque assassiné pour s'être engagé auprès des Mayas Q'eqchi' et K'iche' dans la défense des droits de l'Homme et avoir recensé dans le cadre de la Commission pour l'éclaircissement historique vingt et un mil deux cents des victimes du terrorisme d'État organisé durant la guerre civile guatémaltèque et du « génocide guatémaltèque » perpétré par les Patrullas de Autodefensa Civil et autres escadrons de la mort.

« Le travail de recherche de la vérité (...) doit soutenir, au moyen de supports matériels, cérémonies, monuments, etc., la mémoire dans sa fonction de reconstruction sociale. »

## Biographie

### Séminariste (1922-1945)
Petit fils d'un immigré trentin, fils de Manuel Gerardi et Laura Conedera, Juan Gerardi naît et grandit dans le centre-ville de Guatemala entouré de son frère aîné Francisco et ses sœurs cadettes Carmen et Teresa. La maison familiale se trouve à l'angle de la 3e rue et de la 17e avenue.
L'enfant se destine à la prêtrise dès l'âge de dix ans en entrant au petit séminaire de la ville. Reçu au « bachillerato » de philosophie, il obtient une bourse pour poursuivre des études de théologie au séminaire diocésain Notre Dame de La Nouvelle Orléans, où il passe les années de la Seconde Guerre mondiale.

### Curé (1946-1966)
Ordonné prêtre en 1946, Juan Gerardi est affecté à plusieurs paroisses du versant pacifique de la Sierra Madre. Ce sont successivement Mataquescuintla, Tecpán, Patzicía, Jalapa, San Pedro Sacatepéquez et Palencia du Guatemala.
Il est finalement nommé dans des paroisses de la banlieue de la capitale, Santa Clara, El Sagrario puis Candelaria, et devient chancelier du provicaire général auprès de l'archevêque de Guatemala Mariano Rossell y Arellano (es). Rossel est le promoteur du Pèlerinage National contre le communisme et de la dévotion au Christ noir d'Esquipulas. C'est cette même célèbre statue du Christ qui est nommée en juin 1954 « commandant en chef » du Mouvement de Libération Nationale quand les mercenaires, financés par l'United Fruit, envahissent le Guatemala et que Rossell (es) dénonce l'athéisme du président de la république Jacobo Árbenz Guzmán. Le père Gerardi est à ce poste, au cœur de l'administration conservatrice de l'archevêché, quand, en novembre 1960, six ans après le coup d'état du lieutenant-colonel Carlos Castillo Armas et l'instauration par la CIA d'une dictature militaire, éclate la guerre civile du Guatemala, laquelle durera plus de trente ans et fera des dizaines de milliers de morts.
Quand en décembre 1964, Mario Casariego y Acevedo, un ecclésiastique issu du clergé de l'Espagne franquiste, succède à Mariano Rossell y Arellano (es), mort, le père Gerardi est maintenu dans ses fonctions de chancelier mais le chapitre passe sous l'influence de l'Opus Dei.

### Evêque missionnaire (1967-1973)
Après vingt ans de ministère paroissial et une longue expérience de chancelier, Juan Gerardi est appelé le 5 mai 1967 à assurer la vacance du diocèse de Verapaz. Sa hiérarchie, satisfaite, l'élève trois mois plus tard du rang de faisant fonction à celui d'évêque en titre.
Dans son diocèse, depuis son siège de Cobán, qui est la troisième ville du pays, Juan Gerardi est confronté à une situation sociale particulière. La moitié de la population est constituée de Mayas. Ceux-ci sont restés dans la même condition qui était celle de leurs aïeux du temps du système colonial. Le développement de la spiritualité se heurte à l'analphabétisme, à la pauvreté et aux difficiles conditions du travail agricole. Le lien entre les paysans et la hiérarchie catholique est ténu. En mars 1968, Mario Casariego est séquestré pendant quelques jours par un groupe d'extrême gauche, qui lui reproche de favoriser les intérêts de l'élite.
Dans un premier temps, le nouvel évêque fait établir une liturgie en langue vernaculaire. Il fait ouvrir deux stations de radio qui émettent en langue Q'eqchi'.
Dans un second temps, Juan Gerardi cherche à remédier aux causes même de la misère. Il fait appel à des « Délégués de la Parole de Dieu », qui sont des religieux, en l'occurrence un groupe de bénédictins, formés par les jésuites pour mettre en œuvre le projet social et progressiste de la « Communauté ecclésiale de base » à travers l'Amérique latine. Il crée et leur confie la gestion d'un Centre de la Promotion des Hommes. L'institut dispense en même temps que le catéchisme et des cours d'alphabétisation, un enseignement des techniques agricoles. Son objectif est de créer un cercle vertueux de progrès en formant dans chaque village un paysan qui puisse servir d'exemple aux autres.

### Evêque des Mayas (1974-1981)
En 1974, il lui est demandé de prendre en charge le diocèse voisin de Santa Cruz de Quiché en attendant qu'un autre évêque puisse le décharger de celui de Verapaz. Cette situation durera un peu plus de trois ans. Le diocèse de Quiché est à la fois beaucoup plus peuplé et encore plus pauvre. Toute la « Frange transversale du Nord (es) » autour de la ville frontalière d'Ixcán (es) a été constituée en zone de prospection pétrolière. L'expropriation des indigènes y est facilité par l'absence de titres de propriété. Les massacres perpétrés par les militaires contre les paysans, systématiquement considérés comme "guérilleros rebelles", y sont particulièrement fréquents. L'évêque en charge est ainsi mis en porte à faux entre ses ouailles et les autorités, auprès desquelles il est régulièrement amené à protester.
Le 31 janvier 1980, le massacre de l'ambassade d'Espagne à Guatemala (es) porte la réprobation publique à son comble. Parmi les trente neuf victimes de l'incendie, que les militaires ont déclenché en lançant des grenades au phosphore, figurent le consul d'Espagne, quatre étudiants de l'université Saint Charles et seize paysans Mayas, dont Vicente Menchu, le père de Rigoberta Menchu, laquelle a alors vingt et un ans et recevra le prix Nobel de la paix douze ans plus tard. Quelques jours après le massacre de l'ambassade, Juan Gerardi lui-même échappe de peu à un attentat.
Il sollicite alors et obtient une audience du pape Jean-Paul II, lequel lui remet une lettre appelant au respect des populations civiles. La lettre est lue au cours du congrès de la Conférence épiscopale du Guatemala, à la présidence de laquelle il a été élu pour deux années.
Durant ces deux années, les massacres de populations civiles sont à leur paroxysme. La junte militaire du général Efraín Ríos Montt pratique une politique de la terre brûlée et procède à des déplacements massifs de populations. Causant un nombre de morts resté imprécis mais que certains estiment jusqu'à deux cent mil, visant de fait les seuls paysans Mayas, ces massacres seront qualifiés de génocide.

### L'exil (1982-1984)
En 1982, Juan Gerardi, sous de nouvelles menaces de mort, doit quitter son siège épiscopal. Il ne le retrouvera jamais.
Il est absent quand, le 6 mars 1983, Jean Paul II est accueilli à Guatemala par le dictateur Efraín Ríos Montt et quand, le lendemain, un million de personnes se rassemble pour écouter la messe du pape.
Quand le gouvernement militaire l'autorise à rentrer au Guatemala, en 1984, c'est en tant qu'évêque auxiliaire de la ville de Guatemala, chargé de la paroisse de San Sebastian.

### La commission vérité (1985-1998)
En 1986, un gouvernement civil est rétabli mais celui-ci demeure instable. En 1987, est mise en place une « Commission Nationale de Réconciliation » pour établir le dialogue entre les deux parties belligérantes, l'Unité révolutionnaire nationale guatémaltèque et le gouvernement. La présidence en est confiée à Rodolfo Quezada Toruño. En 1988, la conférence épiscopale, dont Quezada prend la présidence, désigne Juan Gerardi pour être le second représentant de l'Église au sein de la CNR.
Celui-ci fonde une association diocésaine à laquelle il consacrera presque tout son temps et qui recense dans son diocèse les victimes de la répression, la Recuperación de la Memoria Histórica ou REMHI. Ce travail de « vérité et réconciliation » sera intégré dans celui de la Commission pour l'éclaircissement historique mise en place en 1994 par les Nations unies.
En 1996, Juan Gerardi participe à la réunion sous la figure tutélaire du prix Nobel de la paix Rigoberta Menchú de la REMHI, de la Fondation Myrna Mack (en) que dirige Helen Mack Chang, et de quelques autres organisations humanitaires, en une l'Alliance contre l'impunité .
En avril 1998, la REMHI publie le résultat de dix ans d'enquête en quatre volumes intitulés Guatemala: Nunca más (Guatemala: plus jamais). Une conférence de presse est organisée en la cathédrale de Guatemala au sortir de la messe le 25 de ce mois. Le rapport établi que 93 % des violations des Droits de l'Homme commises entre 1960 et 1996 sont le fait de l'armée ou de forces parapubliques. Les exactions perpétrées par la guérilla, prétexte de la violence de l'état, n'en constituent que 3 %. L'association appelle à la dissolution des Kaibiles, une unité militaire de choc impliquée dans le massacre de Dos Erres.

### L'assassinat et le procès (1998-2008)
Deux jours après sa conférence de presse, Juan Gerardi est retrouvé gisant dans son sang. La tête a été fracassée avec des barres de béton afin d'empêcher l'identification, celle-ci n'ayant pu se faire que grâce à l'anneau épiscopal négligé par les assassins. Preuve des dissensions suscitées par l'engagement de Juan Gerardi au sein même de sa hiérarchie, ceux-ci ont été guidés par un indicateur, un prêtre du chapitre.
Le président de la République Álvaro Arzú Irigoyen déclare trois jours de deuil national mais tente de présenter le meurtre non comme un assassinat politique mais comme le fait de voyous. Le Président forme une commission d'enquête qui y associe des membres de l'Église catholique mais conserve aux proches du gouvernement la conduite de l'enquête, de sorte que l'examen des responsabilités de l'État y sera écarté.

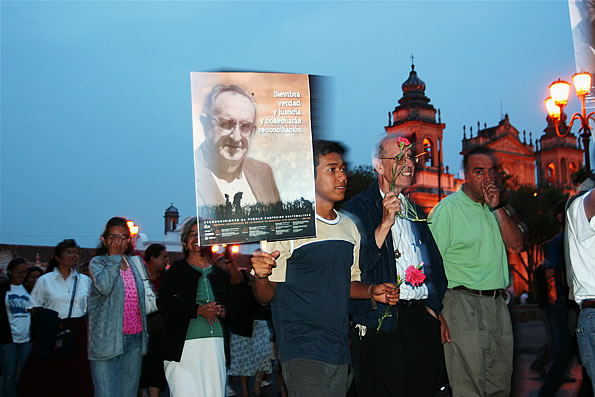
Anniversaire de la mort de Juan Gerardi le 26 avril 2007 à Guatemala.

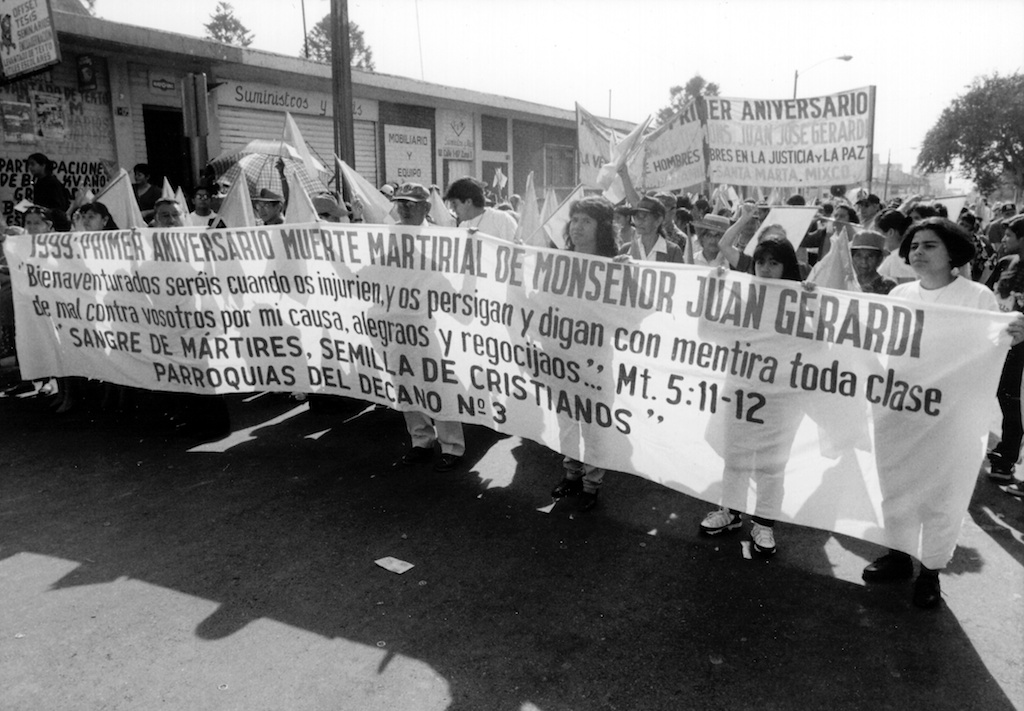
Anniversaire de la mort de Juan Gerardi le 26 avril 1999 à Guatemala.

L'enquête judiciaire sera marquée par les pressions et la fuite à l'étranger de plusieurs des juges mais aussi par les manifestations organisées à chaque anniversaire de l'assassinat.
Il faudra dix ans pour qu'un procès se tienne. Au terme de celui-ci, sont condamnés à vingt ans de prisons les commanditaires présumés, à savoir le colonel commandant la base militaire du département du Quiché et son fils, capitaine sous ses ordres, ainsi que le prêtre qui a trahi son évêque. Les hommes de main n'ont pas été arrêtés.

### Bibliographie

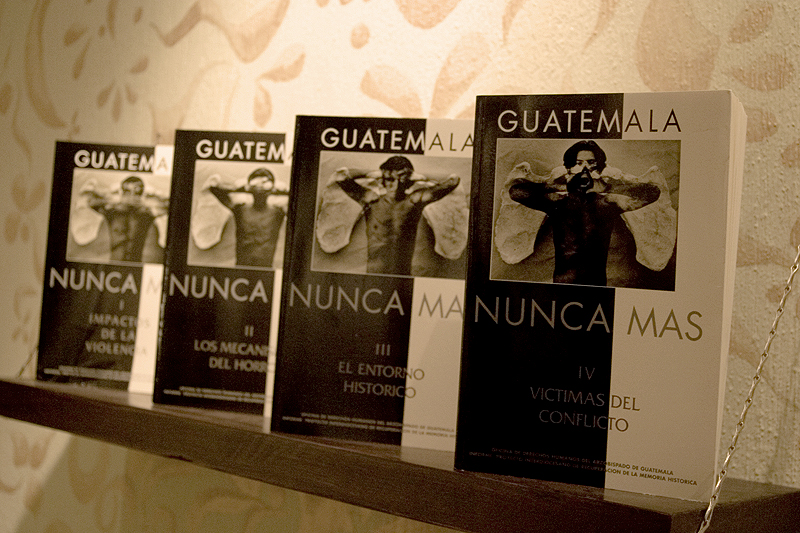
Les quatre volumes préparés par l'équipe de Juan Gerardi recensant un huitième des crimes organisés par des officiers de l'armée guatemaltèque.

## Sources
1. ↑  P. Ball & al., in Ch. Tomuschat, A. Balsells Tojo & O. Lux de Coti (ca), (es) « Mandato y procedimiento de trabajo, Memoria del Silencio, Ann. III » (version du 6 mai 2013 sur Internet Archive), CEH, 1999.
2. ↑  J. Gerardi, Guatemala: nunca más., REMHI, Guatemala, 24 avril 1998.
3. ↑  Site de la CEG.
4. ↑  G. Chow, « CEG », Giga-Catholic Information, Toronto, [s.d.]